# Topolnița, Kiustendil
Topolnița (în bulgară Тополница ) este un sat în Obștina Dupnița, Regiunea Kiustendil, Bulgaria.

## Demografie
Componența etnică a satului Topolnița
     Bulgari (99,36%)
     Nicio identificare (0,63%)
     Altele (0%)
La recensământul din 2011, populația satului Topolnița era de 157 locuitori. Din punct de vedere etnic, majoritatea locuitorilor (99,36%) erau bulgari. Pentru 0,63% din locuitori nu este cunoscută apartenența etnică.